# Euphorbia matritensis
Euphorbia matritensis är en törelväxtart som beskrevs av Pierre Edmond Boissier. Euphorbia matritensis ingår i släktet törlar, och familjen törelväxter. Inga underarter finns listade i Catalogue of Life.